# チャンネル銀河
チャンネル銀河株式会社（チャンネルぎんが、英: Channel Ginga Co., Ltd.）は、スカパー!（東経110度CS放送）、スカパー!プレミアムサービスおよび日本各地のケーブルテレビ局などで視聴できるチャンネル「チャンネル銀河 歴史ドラマ・サスペンス・日本のうた」の運営を行っている番組供給事業者である。

## 概要
- チャンネル銀河株式会社はJCOM株式会社が76％を出資しており、同社メディア事業部門に属する。
- 初代社長は日本放送協会（NHK）出身で、国際メディア・コーポレーション（MICO、2010年NHKエンタープライズに合併）社長、ジュピターTV（現・JCOM メディア事業部門）会長を歴任した鹿野菊次郎が務めた（現顧問）。
- 『もう一度、テレビに「輝き」を。』をスローガンとし、NHKアーカイブス、地上波民放、またBBCなど海外メディアからセレクトした編成の総合エンターテイメントチャンネルで、ハイビジョン放送となる。また、スカパー!（旧・スカパー!e2）、及び一部のケーブルテレビ局では標準テレビジョン放送（SDTV）となるが、スカパー!では、16:9(1.78:1)の画角情報を付加し、フルサイズのSD放送を行っていた。
- 放送時間は原則24時間（午前5時を基点）とするが、不定期で深夜の放送休止時間がある。

## 沿革
- 2008年4月1日より、「チャンネル銀河」放送開始。
- 2013年4月1日より、スカパー!プレミアムサービスでの放送を開始（衛星一般放送事業者はスカパー・ブロードキャスティング、チャンネル番号はCh.664）[4]。放送開始時は標準画質放送であったが、2014年10月28日よりハイビジョン画質に変更された[5]。
- 2014年4月1日より、チャンネル名称を「チャンネル銀河 歴史ドラマ・サスペンス・日本のうた」に変更。
- 2015年6月22日、石原プロモーションと業務提携契約を締結。それに伴い、同社代表取締役会長の石原まき子がチャンネル銀河株式会社名誉会長に、また、チャンネル銀河株式会社代表取締役社長の関本好則が石原プロモーション会長特命コンテンツアドバイザーに就任した[6]。
- 2016年12月1日より、スカパー!プレミアムサービスの衛星一般放送事業者がスカパー・ブロードキャスティングからスカパー・エンターテイメントに変更。
- 2018年8月28日より、開局10周年の機にスカパー!での放送を標準画質からハイビジョン画質に変更。

## 番組
制作局無表記の番組はNHK制作（海外ドラマは日本での初回放送がNHKの場合無表記）。

### 国内ドラマ
- 藏
- 阿修羅のごとく
- 國語元年
- 連続テレビ小説
- 森繁久彌のおやじは熟年（テレビ朝日）
- 土曜ワイド劇場（テレビ朝日）
- 火曜サスペンス劇場（日本テレビ）
- ハゲタカ
- セカンドバージン
- タクシー・サンバ
- 刑事定年（BS朝日）
- 信濃のコロンボ（テレビ東京）
- 京都殺人案内（朝日放送）
- 六本木ダンディーおみやさん（朝日放送）
- 大都会（日本テレビ）
- 孤独のグルメ（テレビ東京）
- 金曜エンタテイメント（フジテレビ）
- 金曜プレステージ（フジテレビ）
- 水曜ミステリー9（テレビ東京）
- 女と愛とミステリー（テレビ東京）
- 月曜ドラマスペシャル（TBSテレビ）
- 月曜ミステリー劇場（TBSテレビ）
- 月曜ゴールデン（TBSテレビ）
- 月曜名作劇場（TBSテレビ）
- 金曜8時のドラマ（テレビ東京）
- DRAMA COMPLEX（日本テレビ）
- 火曜ドラマゴールド（日本テレビ）

### 時代劇
- NHK大河ドラマ
- 坂の上の雲
- 茂七の事件簿 ふしぎ草紙
- 新・半七捕物帳
- 長七郎江戸日記（日本テレビ、後に日テレプラスで放送）
- 蝉しぐれ
- オトコマエ!
- とおりゃんせ深川人情澪通り
- 風の果て
- よろずや平四郎活人剣
- 必殺仕事人（朝日放送）
- 浮浪雲（渡哲也版）（テレビ朝日）

### 海外ドラマ
- ドクタークイン 大西部の女医物語
- 鬼警部アイアンサイド（TBS）
- アイ・ラブ・ルーシー
- 探偵マイク・ハマー
- 大秦帝国（日本初放送）
- 大明帝国 朱元璋（日本初放送）
- クィーンズ 長安、後宮の乱
- 燃ゆる呉越～越王勾践～
- 始皇帝烈伝 ファーストエンペラー
- 名探偵ポワロ
- シャーロック・ホームズの冒険
- フロスト警部
- ニュー・トリックス 退職デカの事件簿（日本初放送）
- オックスフォード・ミステリー ルイス警部（日本初放送）
- 刑事コジャック
- 地上最強の美女たち! チャーリーズ・エンジェル
- 奇皇后 〜ふたつの愛 涙の誓い〜 （2017年～）
- オスマン帝国外伝〜愛と欲望のハレム〜 （2017年～）

### バラエティ・音楽
- お笑いオンステージ
- ビッグショー
- ふるさと皆様劇場
- 男達の風景（テレビ東京）
- きよしとこの夜（後に歌謡ポップスチャンネルで放送）
- アンディ・ウィリアムス・ショー（NBC）
- ブギウギ専務（札幌テレビ放送）

### ドキュメンタリー
- 新日本紀行ふたたび
- 平成古寺巡礼
- プロフェッショナル 仕事の流儀
- おんナビ（KBS京都）
- その時歴史が動いた
- プロジェクトX〜挑戦者たち〜
- みんなロックで大人になった
- 世界豪華列車の旅
- 名探偵ポワロと行く オリエント急行の旅
- 四国八十八か所

### 人形劇
- ひょっこりひょうたん島 リメイク版
  - ひょっこりひょうたん島 海賊の巻
  - ひょっこりひょうたん島 アラビアンナイトの巻

### その他
- 新日曜美術館
- NHK人間大学
- 土曜美の朝
- 課外授業 ようこそ先輩
- ためしてガッテン
- 岩合光昭の世界ネコ歩きmini
- Happy! Lohas〜ロハスが好き!〜（BS朝日）
- トップ・ギア（BBC Two）
- 綾小路きみまろの人生ひまつぶし（テレビ大阪）

### チャンネル銀河制作オリジナル番組
- 銀河☆ナビ
- 山根基世のこの人に会いたい
- 松平定知の藤沢周平をよむ
- 松本忠子の 日本列島ふるさとの味
- 郷土料理が呼ぶ　二泊三日　女二人旅
- 銀河世代のビューティフルライフ
- 歴人めし